# تشم دهقان (الريف الشرقي)
تشم دهقان (بالفارسية: چم دهقان) هي منطقة سكنية تقع في إيران في قسم الريف الشرقي الريفي. يقدر عدد سكانها بـ 0 نسمة بحسب إحصاء 2016.